# Cholula (sito archeologico)
La zona archeologica di Cholula è un sito archeologico localizzato a 7 km a ovest di Puebla de Zaragoza, capitale dello Stato messicano di Puebla. È una zona federale che si trova presso la località omonima, tra i municipi di San Pedro Cholula e di San Andrés Cholula, e il suo nome deriva del vocabolo náhuatl Cholollan, che significa "acqua che cade nel luogo di fuga". Si tratta di uno degli insediamenti più antichi del Messico, e presenta un'occupazione che continua dal periodo preclassico superiore. Malgrado ciò, la sua importanza in Mesoamerica fu variabile lungo i duemila anni di storia della civiltà nativa dell'America centrale.

## Storia

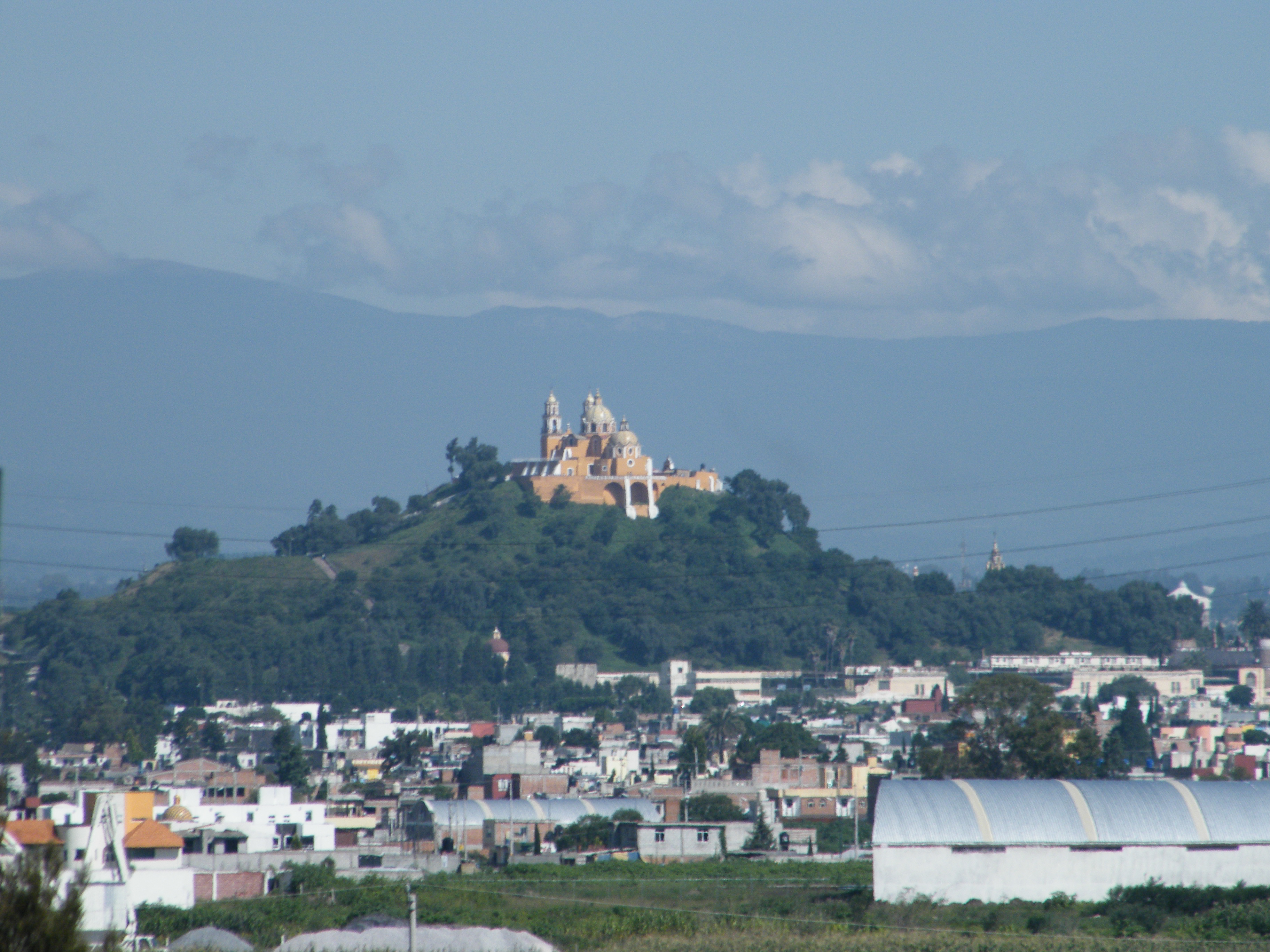
Vista del sito archeologico di Cholula; si osserva la chiesa sopra la base della piramide

Il primo insediamento di Cholula era localizzato nelle vicinanze di un lago che è scomparso. Questo avvenne nel periodo Preclassico Medio o Superiore, approssimativamente tra l'VIII e il III secolo prima della nostra era. In quel tempo, le città mesoamericane erano piccoli borghi la cui occupazione principale era l'agricoltura di sussistenza, incentrata specialmente sulla coltivazione del mais. Intorno al I secolo prima della nostra era, a Cholula si costruì il primo centro cerimoniale importante, a partire dal quale sarebbe cresciuto quello che sarebbe stato uno dei principali centri religiosi della Mesoamerica.
Durante il Periodo classico mesoamericano, Cholula fu la principale alleata di Teotihuacan nella Valle di Puebla-Tlaxcala. Forniva alla metropoli dell'altopiano centrale articoli molto apprezzati nella rete commerciale mesoamericana, come la ceramica Aranciato Fine (Anaranjado Delgado), che, come indica il suo nome, si tratta di prodotti di ceramica distinti dalla finezza delle loro rifiniture e dal caratteristo colore arancione. La ceramica Anaranjado Delgado era un bene di consumo voluttuario in Mesoamerica, destinato solo alle élite governanti. 
Secondo alcune ipotesi, Cholula sarebbe decaduta più o meno nello stesso tempo del declino teotihuacano – avvenuto intorno al VII secolo della nostra era –. In altre proposte, la città avrebbe acquistato forza regionale nel contesto del vuoto di potere sorto dal tramonto della metropoli teotihuacana. Comunque sia stato, il gran tempio di Quetzalcóatl fu abbandonato intorno all'XI secolo della nostra era, epoca in cui la sua popolazione cominciò a ridursi e la città perdeva importanza economica e commerciale. 
Le indagini più recenti hanno trovato che la zona dominata da Cholula nel Periodo classico della Mesoamerica fu sotto l'influenza di popoli portatori della cultura ñuiñe, i cui centro principali sono localizzati nel sudovest dell'attuale stato di Puebla e nel nordovest di Oaxaca, nella cosiddetta Regione Mixteca. 
Dopo il suo declino nel Periodo classico, Cholula sarebbe risorta nel Postclassico Iniziale come uno dei principali nodi commerciali e religiosi della Mesoamerica. La Historia Tolteca-Chichimeca (di Fernando de Alva Ixtlilxóchitl) segnalava che all'arrivo delle prime migrazioni teochichimeche verso l'altopiano, la città di Cholula si trovava popolata da un gruppo che si conosce come olmeco-xicalanco od Olmechi storici – con il proposito di differenziarli dagli Olmechi archeologici –. Anche gli Olmeco-Xicalanchi erano un gruppo etnico con un'importante presenza in altre zone del centro del Messico, come Cacaxtla, Cantona, Xochitécatl e probabilmente Xochicalco e Chalcatzingo, nell'attuale stato di Morelos. Si è proposto che gli Olmeco-Xicalanchi sarebbero stati originari della costa orientale del Golfo del Messico, e che erano portatori di una cultura messa in relazione con quella maya, che si riflette nel suo stile artistico.
Dopo una lotta contro gli abitanti originari, i Toltechi poterono imporre la loro egemonia, includendo Cholula nella loro area di influenza. A partire da allora, la città acquistò il nome completo di Tollan-Chollollan-Tlachihualtépetl, che significa "Grande città dove cade l'acqua nel luogo di fuga del colle fatto di terra". Nel Postclassico iniziale, è probabile che Cholula mantenesse relazioni con altre aree della Mesoamerica, in specie con il regno mixteco del sovrano Otto Cervi Artiglio di Giaguaro, come suggeriscono alcune interpretazioni di documenti come il Codice Tonindeye. 
La città era retta da due capi, che fungevano anche come una specie di sacerdoti delle due divinità principali degli Olmeco-Xilcalanchi: il Serpente Piumato e il Dio della Pioggia (Tláloc), fatto che rivela la vocazione agricola dei Cholultechi. Più tardi, con l'espansione azteca, Cholula si confermò uno dei principali alleati di Tenochtitlán.

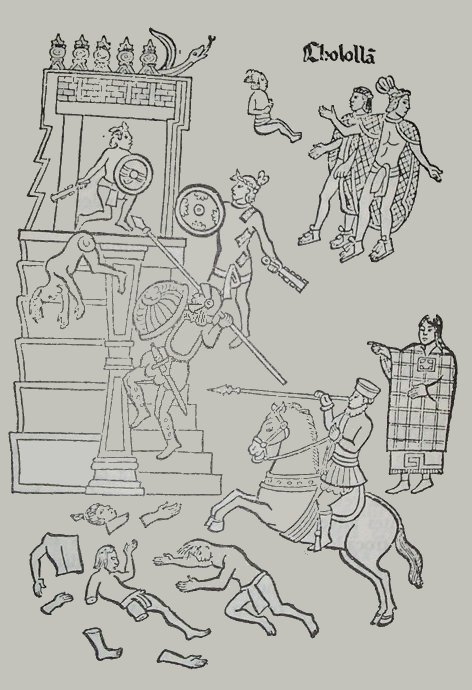
La strage di Cholula

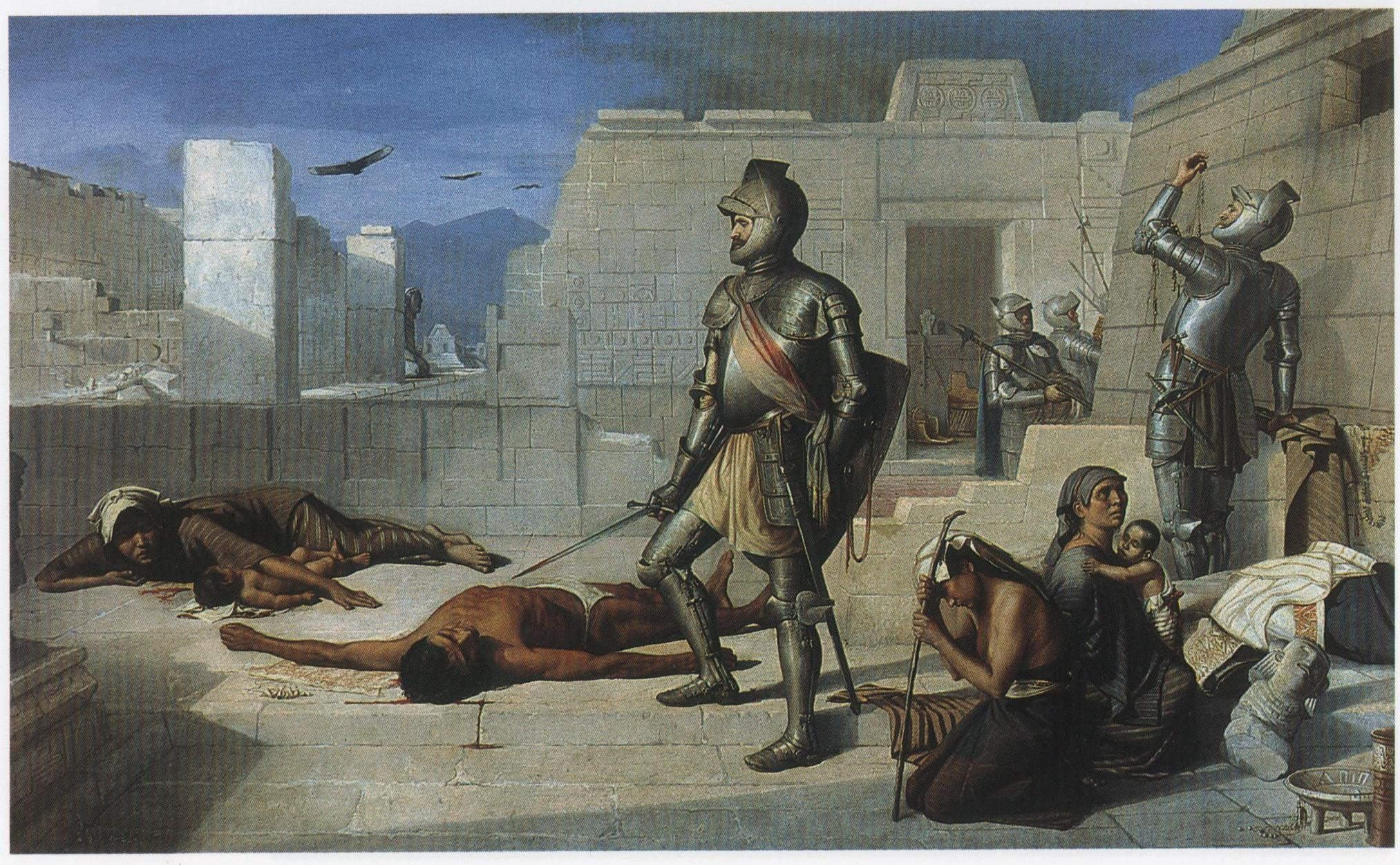
La strage di Cholula

Cholula è conosciuta anche per essere lo scenario di uno degli episodi più cruenti della Conquista. Nel 1519 le forze di Hernán Cortés, che erano state accolte dai locali, commisero l'infame strage di Cholula, giacché sospettavano un'imboscata. Si calcola che morirono fino a 6.000 Cholultechi, la maggioranza di loro civili.

## Il legame di saggezza di Cholula
Secondo quanti conobbero Cholula nel XVI secolo, questa era una grande città, conosciuta per essere un centro di pellegrinaggio di importanza paragonabile a Roma e alla Mecca. L'insediamento includeva molteplici templi, cappelle e santuari,, ma indubitabilmente il punto focale dell'attività rituale e il recinto del Gran Tempio di Quetzalcóatl.
Disgraziatamente, restano minime vestigia apparenti di quello che fosse il maestoso complesso architettonico cholulteco che sbalordì in quel momento i conquistadores. La famosa Gran Piramide, oggigiorno simbolo della località, era caduta in disuso vari secoli prima dell'arrivo degli Spagnoli, e benché si continuassero a realizzare in essa alcuni rituali, risaltava come un piccolo e semplice colle naturale, e come tale fu descritta dai cronisti; forse ciò stesso la salvò dalla sorte che subirono gli edifici che erano in funzione in quel momento.
In confronto a Tenochtitlán, Cholula sorprende per la scarsità delle opere scultoree che dovevano essere associate agli edifici del recinto sacro. Certamente qui non sono state portate a termine le grandi opere di infrastruttura che hanno portato alla luce a Città del Messico questo tipo di materiali, ma si sarebbe sperato che i diversi lavori pubblici che hanno sezionato il sottosuolo per collocare drenaggi e cablaggi avessero rivelato qualche evidenza. Tuttavia, non è stato così. Pertanto, gli indicatori archeologici su cui ci si basa per verificare in maniera certa l'esistenza e la localizzazione delle maggiori strutture dell'antica urbe sono praticamente inesistenti.
Il tempio di Quetzalcóatl è forse l'unico monumento della Cholula indigena la cui localizzazione si adatta con riferimento al progetto della città coloniale, giacché nella Relación de Cholula del 1581, Gabriel de Rojas segnala che si trovava nel luogo dove fu eretto il convento francescano di San Gabriel. Ciononostante, alcuni dati sembrerebbero mettere in dubbio tale asserzione. Ad esempio Adolph Bandelier nel suo viaggio del 1881 racconta i frati non trovarono nessuna "antichità" durante i molteplici scavi che effettuarono in quegli anni per modificare le loro installazioni.
Da parte loro, esplorazioni archeologiche realizzate nel 1971 fuori dal muro sud della Cappella Reale non localizzarono altri resti strutturali, che un pavimento di stucco che ai suoi tempi era stato tagliato per la collocazione di varie centinaia di cadaveri, probabilmente prodotto delle epidemie della prima Colonia. Nondimeno, quelle indagini dimostrarono che, se si trovava nell'area del Tempio di Quetzalcóatl non si estendeva per lo meno fino all'attuale orto del convento. In contrasto, nei muri della Cappella Reale si possono apprezzare alcune pietre lavorate, tutte con lo stesso disegno, che sembravano costituire parti di qualche elemento decorativo di un edificio preispanico; è molto probabile che vi siano molte pietre le cui facce scolpite non si trovino esposte e che avrebbero fatto parte delle facciate precortesiane, ora incorporate nelle pareti del convento, nel Portale dei Pellegrini o in altre chiese e costruzioni.

### La costruzione di Cholula

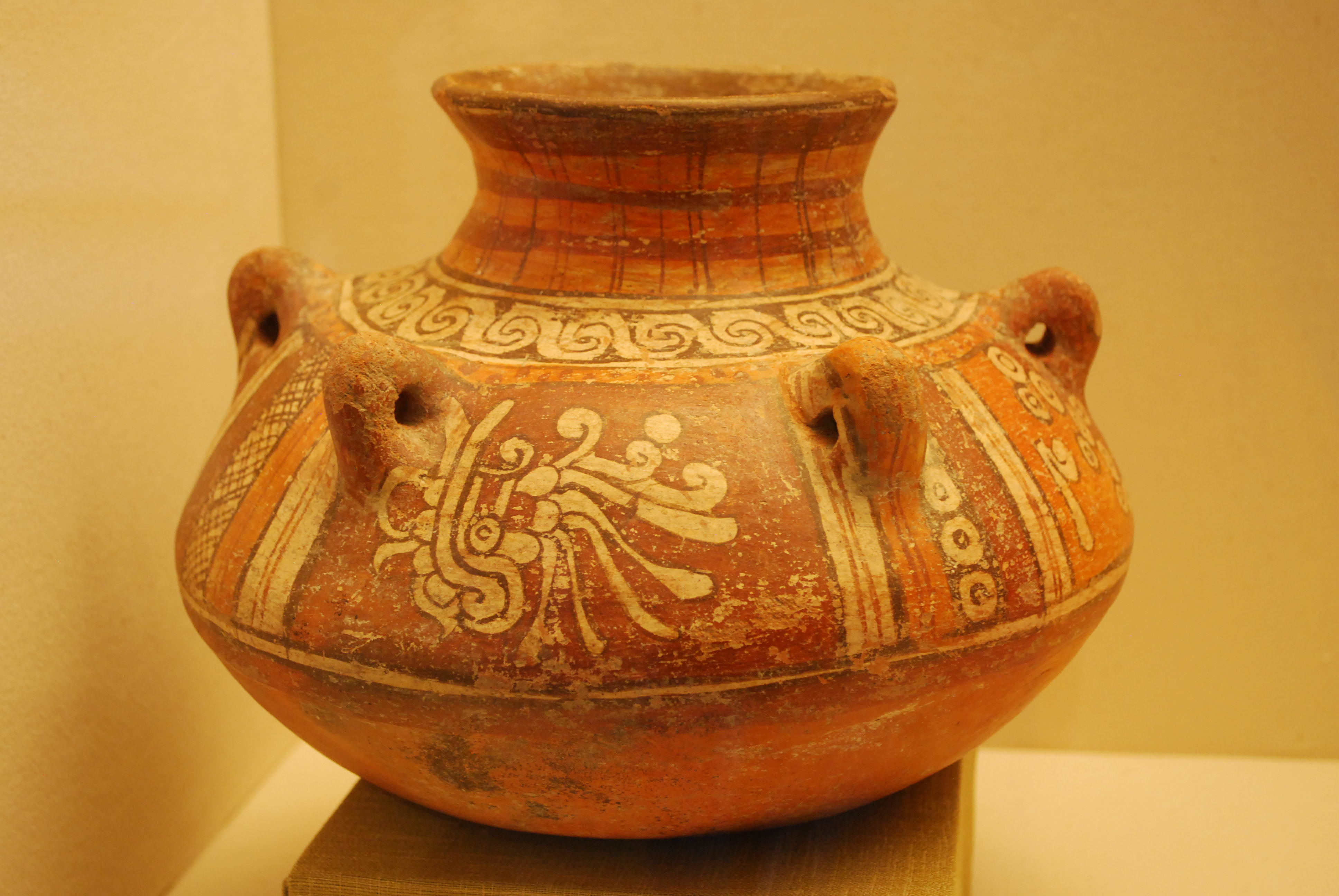
Contenitore di ceramica con le maniglie ad ansa in mostra nel museo del sito della Piramide di Cholula a Puebla (Messico)

I costruttori probabilmente non appartennero a un unico gruppo linguistico. Al contrario, possiamo supporre che questo grande centro dominava una zona abitata da una gran quantità di gruppi culturali e linguistici differenti. Diverse fonti identificano i costruttori di Cholula e Teotihiacan come un gruppo chiamato olmeco-xicalanco. Lo storico indio Chimalpain chiama questi Olmechi-Xicalanchi quiahuiztechi, o "genti della pioggia", parola náhuatl corrispondente al nome che i Mixtechi si davano essi stessi: Ñusabi. Aumenta la possibilità che questi Olmechi-Xicalanchi fossero un gruppo chocho-popoloco o di lingua mixteca.
Cholula è una città che si salvò dalla rovina come centro religioso poiché non fu mai distrutta, tuttavia conobbe un cambio di padroni, anche se acquistò rinomanza nel periodo militarista. In realtà è probabile che questa città beneficiasse della distruzione di Teotihuacán e che forse abbia preso parte ad essa. Una volta eliminata la sua rivale, Cholula estese la sua influenza verso su il Messico orientale e meridionale malgrado non avesse mai potuto rivaleggiare con gli eredi diretti di Teotihuacán nella valle del Messico e nella provincia frontaliera di Hidalgo.
Ogni epoca possiede la propria impronta; tuttavia, ogni età in fondo è solo un ponte tra il passato e il futuro. Le società teocratiche della Mesoamerica erano fortemente caratterizzate e non furono, tuttavia, altro che transizioni tra le più semplici società militariste che le sostituirono. Ogni società è un campo di battaglia tra il suo passato e il suo futuro; un conflitto di questa natura è quello che fece sì che l'edificio teocratico vacillasse.
Le date più probabili della caduta di Tula, la capitale tolteca, pare che siano state il 1156 o il 1168. Al disintegrarsi delle famiglie nahua e otomi che formavano il popolo tolteco, i frammenti superstiti emigrarono e sono conosciuti storicamente come tribù nahualteche. Una di quelle tribù, la cholulteca, conservò chiaro il ricordo della sua origine tolteca; attraverso le fonti si sa che erano i Toltechi-Chichimechi che andarono vagando e si stabilirono infine a Cholula come schiavi degli Olmechi di lì, finché li combatterono e li scacciarono usando le loro stesse armi. Sgombrati questi, dovettero lottare contro popoli affini, quegli Xochimilchi che sembrano essere stati di filiazione olmeca, e forse sono gli Xochimechi che vissero a Chalco-Amaquemecan. Ma gli Olmechi propriamenti detti furono espulsi in due direzioni dopo che li ebbero scacciati da Cholula: gli uni nella sierra di Zacatlan, nell'attuale Stato di Puebla (gli Olmeco-Zacatechi) e gli altri verso sud (gli Olmeco-Xicallanchi).
Cholula si distingue per la sua ceramica di fango rosso, per gli alberi della vita e il vasellame.

## Zona archeologica

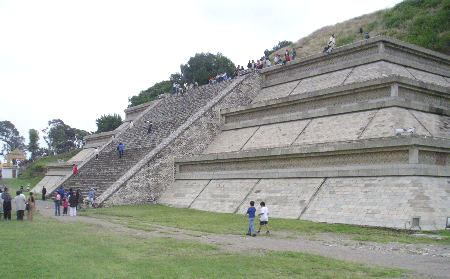
Veduta della Grande Piramide di Cholula, dal lato della scalinata, parzialmente restaurata

La zona archeologica di Cholula si trova nella valle di Puebla-Tlaxcala. Con questo nome si indica un'estesa area che comprende gran parte degli Stati di Puebla e di Tlaxcala, delimitata a nordest dal vulcano della Malinche, conosciuto anche come Matlacuéyetl; ad ovest, dalla Sierra Nevada, dove si distinguono i due grandi coni vulcanici: il Popocatepetl e l'Iztaccihuatl. A nord, la valle è separata mediante piccole alture dalle piane di Apam e verso sud confina con i bacini di Valsequillo e di Atlixco.
La valle di Cholula è una sottoarea della regione di Puebla-Tlaxcala, che per le sue caratteristiche eco-geografiche e per la sua ubicazione nell'Altopiano Centrale fu teatro di un importante e millenario sviluppo culturale nella storia mesoamericana. In questo modo, la zona archeologica di Cholula condivide i tre grandi orizzonti culturali stabiliti dagli archeologici per suddividere lo sviluppo mesoamericano: Preclassico, Classico e Postclassico.
Verso l'anno 1100 a.C., nel Preclassico Medio, Cholula sorse come un modesto insediamento umano; con il tempo giunse però a figurare tra le più grandi città del Messico antico e fece sentire la sua presenza nell'area durante vari secoli. Attualmente le danno continuità due città: San Pedro Cholula o Cholula de Rivadavia e San Andrés Cholula.
Si sa che Cholula fu abitata da epoche molto antiche. All'interno di questo sito si sono trovate strutture appartenenti al Preclassico Medio (1200-400 a.C.); tuttavia, a partire dal Preclassico Superiore (400 a.C.-200 d.C.) si sviluppa un tipo di architettura che raggiunge la sua massima espressione nel Classico; in questo orizzonte si fanno grandi edificazioni nel centro cerimoniale, tra le quali si distingue l'enorme basamento piramidale conosciuto come la Grande Piramide. Intorno al centro cerimoniale si stabilì la popolazione di Cholula di quell'epoca. Per ragioni finora sconosciute, il sito cerimoniale di Cholula, nell'attuale zona archeologica, rimase in disuso fino alla fine del Classico, ma un nuovo centro di attività ceremoniali fu eretto in quello che è ora il centro della città di Cholula, che si trovava a funzionare al momento della Conquista. Rimasto abbandonato, gli antichi edifici andarono distruggendosi e ricoprendo di terra e detriti per l'azione dell'acqua, del vento, delle radici delle piante e per l'uomo stesso. Nel Postclassico, la Grande Piramide acquistò la forma di un monticello naturale, sui cui lati e detriti si insediarono piccoli gruppi umani.
La costruzione più importante della zona archeologica è il Tempio di Tláloc — venerato localmente con il suo nome calendaristico: 9 Pioggia o Chiconquiáhuitl —, basamento piramidale costruito in fasi distinte, dedicato a quella divinità preispanica e il cui culto fu uno dei più importanti in tutta l'area mesoamericana. È una delle piramidi più voluminose del mondo, e durante molto tiempo rimase nell'oblio, credendosi che una montagna, sulla quale fu costruito un tempio cattolico nell'epoca coloniale. Questo tempio fu abbandonato 100 anni dopo la caduta di Teotihuacán, al tempo dell'egemonia in Mesoamerica (Postclassico Iniziale).
Verso il 1300 d.C., Cholula fu abbandonata dai Toltechi e all'arrivo degli Spagnoli, nell'anno 1519, i Cholultechi erano tributari privilegiati di Tenochtitlán e nemici dei Tlaxcaltechi. All'arrivo degli Spagnoli al lato ovest della Grande Piramide era ubicato il Tempio di Quetzalcóatl, che fu poi distrutto e con le sue pietre si edificarono i principali monumenti coloniali. Cholula possiede inoltre notevoli esempi di pittura murale, come il cosiddetto Murale dei Bevitori.
Chiusa nel centro del Messico, e sotto l'imponente presenza dei vulcani Popocatepetl e Iztaccihuatl, Puebla apre le sue porte e presenta ai visitatori i suoi titoli: eroica per essere stata sede del trionfo delle truppe messicane su quelle francesi nel 1862 e dichiarata Patrimonio dell'umanità dall'UNESCO dal 1987.
La millenaria Cholula contiene la più antica edificazione delle piramidi perché data approssimativamente da 3.500 anni, ossia dal Periodo Preclassico Iniziale.
La città conta inoltre una bella architettura coloniale: la sua Piazza Centrale del Messico (Plaza Central de México) è la più grande dopo quella metropolitana.
Cholula conta 365 chiese: infatti secondo la leggenda fu chiamata la "Roma di Anáhuac" perché contemplandola da una moschea la si vide piena di torri e templi, coincidendo i giorni dell'anno.
Nel primo quadro del villaggio si trova la piazza centrale o zócalo (letteralmente: "zoccolo"); al lato ovest sta il palazzo municipale, e di fronte a questo, la zona commerciale. Qui sorgono "Los Portales", un passaggio di 170 metri con 46 archi appoggiati su colonne doriche dove aprono le loro porte numerosi ristoranti. Questo sito è il più grande del suo tipo in America Latina.